# Geolycosa uinticolens
Geolycosa uinticolens este o specie de păianjeni din genul Geolycosa, familia Lycosidae. A fost descrisă pentru prima dată de Chamberlin, 1936. Conform Catalogue of Life specia Geolycosa uinticolens nu are subspecii cunoscute.